# Fodinoidea pulchra
Fodinoidea pulchra là một loài bướm đêm thuộc phân họ Arctiinae, họ Erebidae.